# Blacus chillcotti
Blacus chillcotti är en stekelart som beskrevs av Van Achterberg 1976. Blacus chillcotti ingår i släktet Blacus, och familjen bracksteklar. Inga underarter finns listade.